# Aleje-Zátiší
Aleje-Zátiší ist ein Ortsteil der Stadt Františkovy Lázně in Tschechien.

## Geografie
Der Ort liegt nahe dem Bahnhof von Františkovy Lázně und grenzt nordöstlich an Horní Ves, im Norden an Žírovice, im Westen an Františkovy Lázně und im Süden wiederum an Dlouhé Mosty.

## Einwohnerentwicklung
| Jahr | Einwohnerzahl |
| ---- | ------------- |
| 1991 | 71            |
| 2001 | 70            |
| 2011 | 59            |